# Guarda Nacional dos Estados Unidos

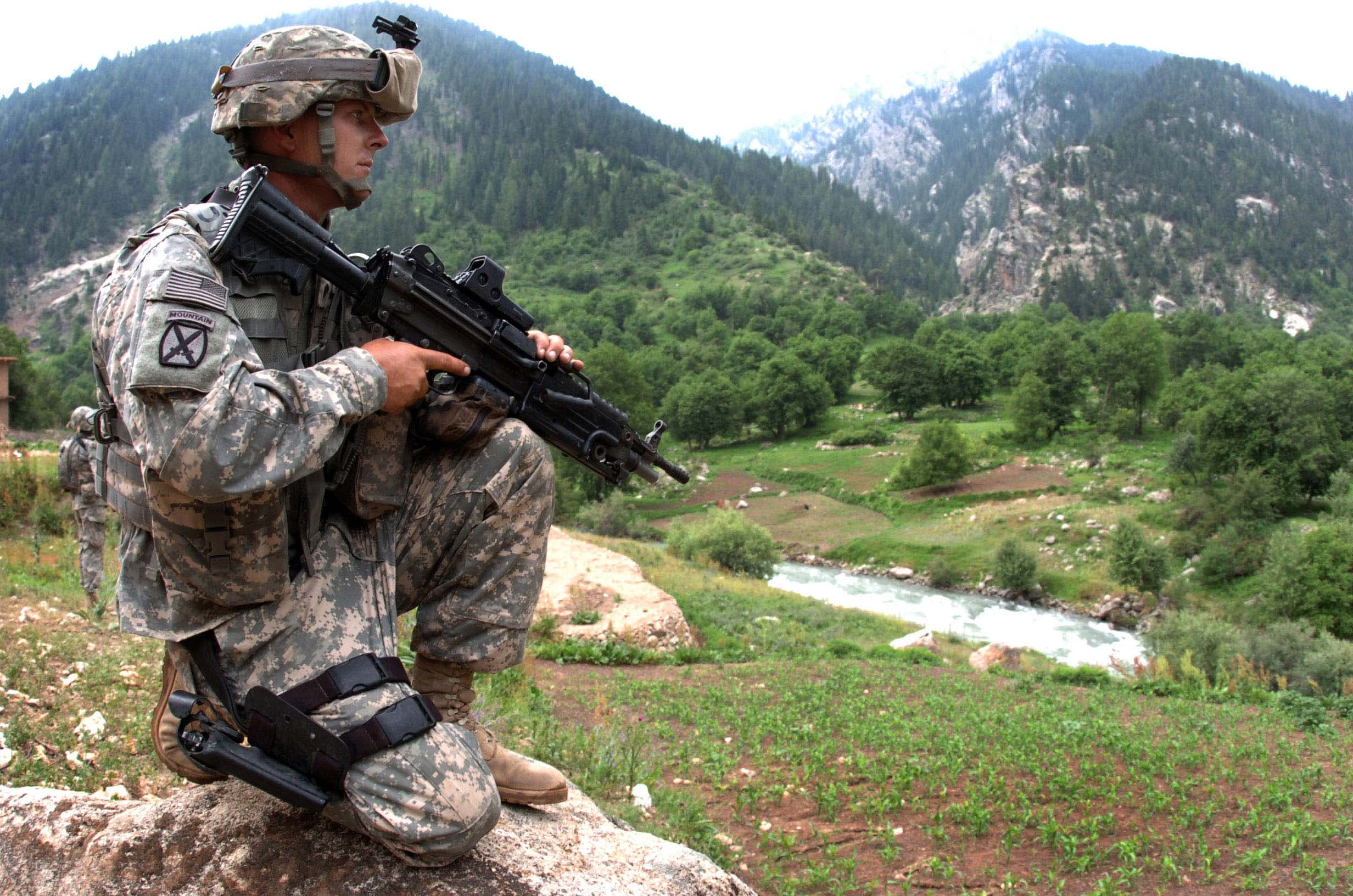
Um militar da Guarda Nacional com sua metralhadora M249 no Afeganistão, em 2007

A Guarda Nacional dos Estados Unidos é uma força militar da reserva, composta pelos estados dos Estados Unidos com membros da ativa ou inativos das forças armadas, sob comando federal, sendo a Guarda Nacional sua força de reserva, com duas subdivisões: o Exército da Guarda Nacional dos Estados Unidos para seu exército e a Guarda Nacional Aérea dos Estados Unidos, para a força aérea.
Estabelecida pelos Títulos 10 e 32 do Código dos Estados Unidos, a guarda nacional integra as forças de primeira linha na defesa do país. É dividido em unidades estacionadas em todos os cinquenta estados e nos territórios dos EUA, e operam sob comando dos respectivos governadores ou administradores. A Guarda Nacional pode ser chamada a agir pelos governantes em situações de emergências domésticas ou desastres, como os causados por furacões, enchentes ou terremotos.
A maioria dos soldados da Guarda Nacional ocupam um emprego civil em período integral e servem meio período como membros da Guarda Nacional, treinando em finais de semana e em períodos de algumas semanas ao decorrer ao ano. Era representado pelo slogan de recrutamento One weekend a month, two weeks a year ("Um fim de semana por mês, duas semanas por ano") que era o período de treinamento dos soldados da Guarda Nacional, mas esse solgan foi abandonado após 2004 quando vastos militares da Guarda Nacional foram enviados em serviço ativo para a Guerra do Iraque.
Com a concordância dos governadores estaduais, membros ou unidades estaduais da Guarda Nacional podem ser designadas ou integradas para compor as forças armadas federais, em serviço ativo ou inativo. Em tais casos, estas unidades passam a compor a Guarda Nacional dos Estados Unidos. As unidades estaduais da Guarda Nacional podem ser convocadas em situação de guerra ou de emergência nacional, sancionadas pelo Congresso. As unidades estaduais também podem ser chamadas ao serviço federal, com o consentimento dos governadores, para repelir invasões ou suprimir rebeliões. Pode ainda fazer cumprir as leis federais se o país ou algum estado ou território esteja sendo invadido ou sob ameaça de invasão por nação estrangeira, bem como quando ocorrem rebeliões ou ameaça de motim contra a autoridade do governo federal. Diferente do Exército e das outras forças, a Guarda Nacional (sob autoridade estadual) não pode deixar o território americano. A Guarda Nacional pode ser mobilizada quando o Presidente foi incapaz, com as forças armadas, de fazer executar as leis federais. Como a Guarda Nacional dos estados e a Guarda Nacional dos EUA integram uma mesma força, ambas são chamadas unicamente de "Guarda Nacional".
É administrada pelo Escritório da Guarda Nacional (National Guard Bureau), que está subordinado ao Departamento de Defesa dos Estados Unidos. Este Escritório serve de canal de ligação entre o Departamento de Defesa e as unidades estaduais da Guarda Nacional. bem como estabelece as políticas e regras para treinamento e fundos dos exércitos e aeronáuticas das unidades estaduais da Guarda Nacional, bem como outras disposições administrativas previstas pelo Código dos Estados Unidos. Sua direção fica a cargo do Chefe do Escritório da Guarda Nacional (CNGB - de Chief of the National Guard Bureau), que é um general de quatro estrelas do Exército ou da Força Aérea.

## Origens
O Militia Act of 1903 (Lei Federal da Milícia de 1903) organizou as várias milícias estaduais no atual sistema da Guarda Nacional. Com a aprovação, em 1916, do National Defense Act, cerca de metade das forças de combate disponíveis do Exército dos EUA e um terço de suas organizações de apoio, são compostas de unidades da Guarda Nacional. A Guarda Nacional Aérea, da Força Aérea, foi estabelecida em 1947.
Título 10 do Código dos Estados Unidos:
(a) A milícia dos Estados Unidos da América consiste de todos os homens a partir dos 17 anos e, exceptuando-se o previsto na seção 313 do título 32, abaixo dos 45 anos que sejam, ou que tenham assinado declaração de intenção de se tornar, cidadãos dos Estados Unidos e por mulheres cidadãs dos Estados Unidos que forem membros da Guarda Nacional.
(b) As classes da milícia são:
(1)as milícias organizadas, que integrem a Guarda Nacional e a Milícia Naval; e
(2)as milícias não-organizadas, que consistem nos membros milicianos que não integrem a Guarda Nacional ou a Milícia Naval.

Muitos estados mantém também sua própria Força Estadual de Defesa. Estas forças são federalmente reconhecidas como milícias, mas não como um serviço de forças armadas. Por conta disto elas não integram a Guarda Nacional e não têm funções nacionais. Servem exclusivamente ao estado, especialmente quando a Guarda Nacional não possa intervir ou esteja indisponível.
A unidade do Exército da Guarda Nacional são treinadas e equipadas como parte do Exército dos EUA. O Exército também operava as unidades aéreas, até a aprovação do ato de defesa, em 1947 - que criou a Força Aérea, como também separou a Guarda Nacional Aérea, treinada e equipada por esta força. Os mesmos graus de hierarquia e insígnias são usados tanto pelas forças regulares como pela Guarda Nacional, existindo nestas, entretanto, algumas distinções estaduais, para servições prestados em cada estado.